# João Viola
João Viola (Baixo Guandu, Espírito Santo 22 de fevereiro de 1943) é um violeiro e cantor brasileiro.
João Viola nasceu na Fazenda dos Ferros, em Flora, município de Três Corações, Minas Gerais, em 22 de fevereiro de 1943. Caçula dos doze irmãos, entrou no mundo da música pelo incentivo do pai, Antônio Pinto de Carvalho.
João Viola em parceria com Cilinha, fez a versão da música "The Sounds of Silence" (de Paul Simon), intitulada "É por Você que Canto", que foi interpretada pelo próprio João Viola, tornando-se sucesso nacional. Nessa versão foi regravada por diversos cantores sertanejos, como Leandro & Leonardo, Mikas Cabral, Barros de Alencar e João Neto & Frederico.